# 徐必遠
徐必遠（1611年—1677年），字致公，别號寧菴，贵州贵阳人，清朝政治人物、同進士出身。

## 生平
崇祯六年（1633年）癸酉科贵州鄉試舉人，順治六年（1648年）己丑科進士，三甲三名，選庶吉士，授祕書院簡討，充乙未會試同考官，出為河南按察司副使，管理河道，遷廣西桂平道左參政，未赴任，被御史弹劾落職。康熙十六年三月卒于江宁，享年六十七。著有《敦善堂詩集》、《寧庵文集》。

## 家族
曾祖徐迪吉。祖徐講，平原縣學教諭。父徐卿伯，萬曆四十一年进士，累官四川布政使司右參議。弟徐必遴。
元配劉孺人。生子三人：長時成，江寧附學生；次時亮、時敏。